# (35034) 1981 EF27
1981 EF27 (asteroide 35034) é um asteroide da cintura principal. Possui uma excentricidade de 0.11289090 e uma inclinação de 3.97344º.
Este asteroide foi descoberto no dia 2 de março de 1981 por Schelte J. Bus em Siding Spring.